# Milanezi
Milanezi is een plaats in de gemeente Višnjan in de Kroatische provincie Istrië. De plaats telt 13 inwoners (2001).